# أسامة حسن (لاعب كرة قدم)
أسامة حسن لاعب كرة القدم مصري، ولاعب سابق لنادي الزمالك وانتقل إليه من نادي إنبي، معروف بالضربات الثابتة عن طريق القدم اليسرى ، والمعروف عنه أيضًا أنه خريج أكاديمية الأهلي للشباب المنافس التقليدي لنادي الزمالك. ثم انتقل أسامة حسن إلى نادي الاتحاد السكندري على سبيل الإعارة.